# دنيس لوبيز
دنيس لوبيز (بالإسبانية: Dennis López)‏ (2 يناير 1986 في هندوراس - ) هو لاعب كرة قدم غواتيمالي في مركز الدفاع. شارك مع منتخب غواتيمالا لكرة القدم. أما مع النوادي، فقد لعب مع ميونيسيبال وDeportivo Marquense ‏ وDeportivo Petapa ‏ وDeportes Savio F.C. ‏.

## وصلات خارجية
- دنيس لوبيز على موقع قاعدة بيانات كرة القدم.إي يو (الإنجليزية)
- دنيس لوبيز على موقع ناشيونال فوتبول تيمز (الإنجليزية)
- دنيس لوبيز على موقع Soccerway.com (الإنجليزية)